# Manoel Cunha Souza Neto
Manoel Cunha Neto, mais conhecido por “Souza”, casado, pai de dois filhos, é formado em Agronomia pela Escola Superior de Agricultura de Mossoró (ESAM, hoje UFERSA), acadêmico de Direito na Universidade do Estado do RN (UERN) e servidor público federal concursado, lotado no Instituto Nacional de Seguridade Social (INSS). Possui mais de 25 anos de vida pública, tendo construído sua carreira política no município de Areia Branca/RN, onde foi vereador, vice prefeito e prefeito, além de deputado estadual pelo Rio Grande do Norte.
Eleito vereador em 1992 pelo PDS, após um mandato atuante e participativo é convidado pelo candidato Bruno Filho do MDB em 1996 a fazer uma frente de oposição ao governo municipal e assumir a vaga de candidato a vice prefeito, tendo sido eleito e reeleito em 2000 já pelo PP.
Posteriormente ganha a indicação de prefeitável e se torna candidato em 2004 tendo vencido o médico Ruidenberg Souto. Com um mandato focado na organização da administração pública, empreendedorismo, gestão hídrica e habitação, ganha o reconhecimento do povo areia-branquense e é reeleito, no ano de 2008, com uma votação recorde atingindo mais de 2000 votos de diferença contra seu opositor. Gozando de prestigio na sociedade indica nas eleições de 2012 a vice na chapa governista encabeçada pela filha de Bruno Filho que logra exito com seu apoio.
Nas eleições de 2014 filiou-se ao extinto PHS e já tendo rompido uma aliança de vinte anos que rendeu cinco eleições  com seu antigo aliado Bruno Filho e o governo municipal de Areia Branca, lança-se candidato a Deputado Estadual e sem recursos, apoio de antigos aliados ou capilaridade regional, consegue uma dobradinha com Beto Rosado e de forma heroica com dialogo e manejo politico é eleito com 20.440, com um mandato focado Agricultura Familiar, Pesca e Aquicultura e em Defesa de Regularização Fundiária do estado, foi presidente dessas três comissões temáticas na assembleia. Em 2018 foi o Deputado eleito que mais ampliou sua votação, totalizando 31.097 votos. Com fortes raízes em Areia Branca, não deixou de atuar na politica municipal enquanto deputado e lançou seu irmão Toninho Cunha a prefeito de Areia Branca em 2016 e 2020, tendo sido derrotados pela prefeita Iraneide Rebouças nos dois pleitos.
Em 2022 anunciou que não seria mais candidato a reeleição e filiado ao PSB é convidado pelo deputado federal Rafael Motta a integrar uma chapa ao senado como primeiro suplente, com uma forte atuação na costa branca potiguar atingem 385.275 mil votos o que representou 22,76% dos votos válidos terminando a eleição em terceiro lugar. 
Em 2024 filia-se ao União Brasil, por intermédio do prefeito de Mossoró Allyson Bezerra, e volta a disputar o cargo de prefeito de Areia Branca, dessa vez contra o antigo aliado Bruno Filho candidato do governo, com uma votação de 9.710 votos é eleito e cumpre seu terceiro mandato como prefeito do município sendo o único político que conquistou o feito de ser eleito três vezes ao paço municipal.
1. ↑  https://areiabranca.rn.gov.br/governo/o-prefeito
2. ↑  http://al.rn.leg.br/deputado/113/souza-neto
3. ↑  https://g1.globo.com/rn/rio-grande-do-norte/eleicoes/2024/resultado-das-apuracoes/areia-branca-rn.ghtml